# Stéphane Valeri
Stéphane Valeri (Monaco, 1º marzo 1962) è un politico monegasco.

## Biografia
Nel 1988, venne eletto nella lista di Jean-Charles Rey, a 25 anni diventa il più giovane eletto al Consiglio nazionale. Viene rieletto nel 1993 con il maggior numero di voti di tutti i candidati presentati. A 30 anni diventa presidente della commissione alloggi, fino alla scissione dal gruppo AMR e gli altri consiglieri della lista UnD.
Nel 1998 decide di non candidarsi per dedicarsi ad altri affari.
Nel 2001 ha fondato il partito Unione per il Principato (UP), che è diventata la prima formazione politica del Paese.
Alle elezioni nazionali del 9 febbraio 2003, la lista UP da lui guidata conquista 21 dei 24 seggi e viene eletto presidente del Consiglio nazionale, diventando a 40 anni il più giovane presidente dell'ente fino ad oggi.
Dopo le elezioni del febbraio 2008, vinte con altrettanti seggi da una lista rinnovata, il 14 febbraio è stato rieletto Presidente del Consiglio nazionale.
La sua presidenza (2003-2008) è stata scandita da impegni importanti come la costruzione di alloggi statali per i monegaschi e la legge sull'abitazione-capitalizzazione (sostitutiva della proprietà nel settore statale, lo Stato non cede la proprietà degli alloggi) nel 2008, la costruzione dell'ospedale e molte altre.
Nel maggio 2017 si è dimesso dal suo incarico di governo e ha assunto la vicepresidenza del Monaco Communication Group.
Il 19 settembre 2017 Stéphane Valeri ha annunciato la creazione di un nuovo movimento politico monegasco denominato Priorité Monaco, di cui ha assunto la presidenza in vista delle prossime elezioni del Consiglio nazionale. Il 5 febbraio 2018, di fronte al capolista dell'Union Monégasque (UM), Jean-Louis Grinda, ha preso parte a quello che è stato il primo vero dibattito politico mediato dal vivo nella storia di Monaco. Organizzato da Monaco Hebdo e da L'Observateur de Monaco, questo dibattito di 1h20 è stato trasmesso in diretta su Radio Monaco e su Internet. L'11 febbraio 2018, il suo partito ha ottenuto il 58% dei voti in queste elezioni, ottenendo 21 dei 24 seggi in Parlamento. Il 22 febbraio è stato nuovamente eletto Presidente del Consiglio nazionale.
Lascia la presidenza del Consiglio nazionale nell'ottobre 2022 per assumere quella della Société des Bains de Mer.